# Пирвахид
Пирвахид (азерб. Pirvahid) — село в Губинском районе Азербайджана. 

## География
Пирвахид расположен к востоку от административного центра района — города Губа.

## История
По преданию XIX века  в селе первоначально обитали шейхи арабского происхождения. Название Пирвахид дано из-за расположенного на сельском кладбище мавзолея (пира) шейха Вахида.
Историк Семён Броневский отмечал: «По речке Карачай на скате гор к морю 3 деревни, в оных дворов 74. Из оных деревня Пирвагиш, населена шихами, то есть производящими род свой от Магомета».
По сведениям «Камерального описания Кубинской провинции», составленном в 1831 году коллежским регистратором Хотяновским, в казённой деревне Пирвахид население состояло из азербайджанцев-суннитов, ведших оседлый образ жизни и занимавшихся земледелием.

## Население
Согласно сведениям «Кавказского календаря» на 1857 год в селении Пирвахидъ проживали «татары»-сунниты (азербайджанцы-сунниты) и разговаривали по-«татарски» (по-азербайджански).
По данным 1873 года, опубликованным в изданном в 1879 году под редакцией Н. К. Зейдлица «Сборнике сведений о Кавказе», в деревне Пирваидъ (Пир-Вахыдъ) было 41 двор и 224 жителя; тоже «татары»-сунниты (азербайджанцы-сунниты).
По результатам Азербайджанской сельскохозяйственной переписи 1921 года Пирваид (название по источнику) Кубинского уезда Азербайджанской ССР населяли 190 человек. Преобладающая национальность — азербайджанские тюрки (азербайджанцы), а само население состояло из 119 мужчин и 71 женщины.
Согласно материалам издания «Административное деление АССР», подготовленного в 1933 году Управлением народно-хозяйственным учётом АССР (АзНХУ), по состоянию на 1 января 1933 года в Пирвахиде проживало 63 человека (17 хозяйств), из них 35 мужчин и 28 женщин. Национальный состав всего сельсовета, (сёла Алексеевка, Игрыг, Наримановка, Каджар, Совхоз) к которому относился Пирвахид, на 55,7 % состоял из тюрок (азербайджанцев) и на 44, 6 % из русских.

## Достопримечательности
В окрестностях села находится поселение «Хырмантепе» эпох позднего бронзового и раннего железных веков.